# Vicente de Ribas
Vicente de Ribas (né à Valence en Espagne, et mort à Montserrat le 10 novembre 1408) est un cardinal espagnol du XVe siècle.

## Biographie
Vicente de Ribas est nommé prieur de l'abbaye de Santa María de Montserrat par le pape Urbain VI en 1384, mais l'antipape Clémnet VIII nomme Pere de Vergne dans la même fonction. Le roi Pierre III d'Aragon ne reconnaît aucun d'eux et Ribas ne peut prendre possession de la fonction qu'après la mort de roi en 1387. Il est nommé chancelier du roi Martin Ier d'Aragon. Ribas et son abbaye restent fidèles au pape, tandis que l'Église de la Catalogne reconnaît l'antipape d'Avignon.
Le pape Grégoire XII le crée cardinal lors du consistoire du 19 septembre 1408.